# Bierzeitung

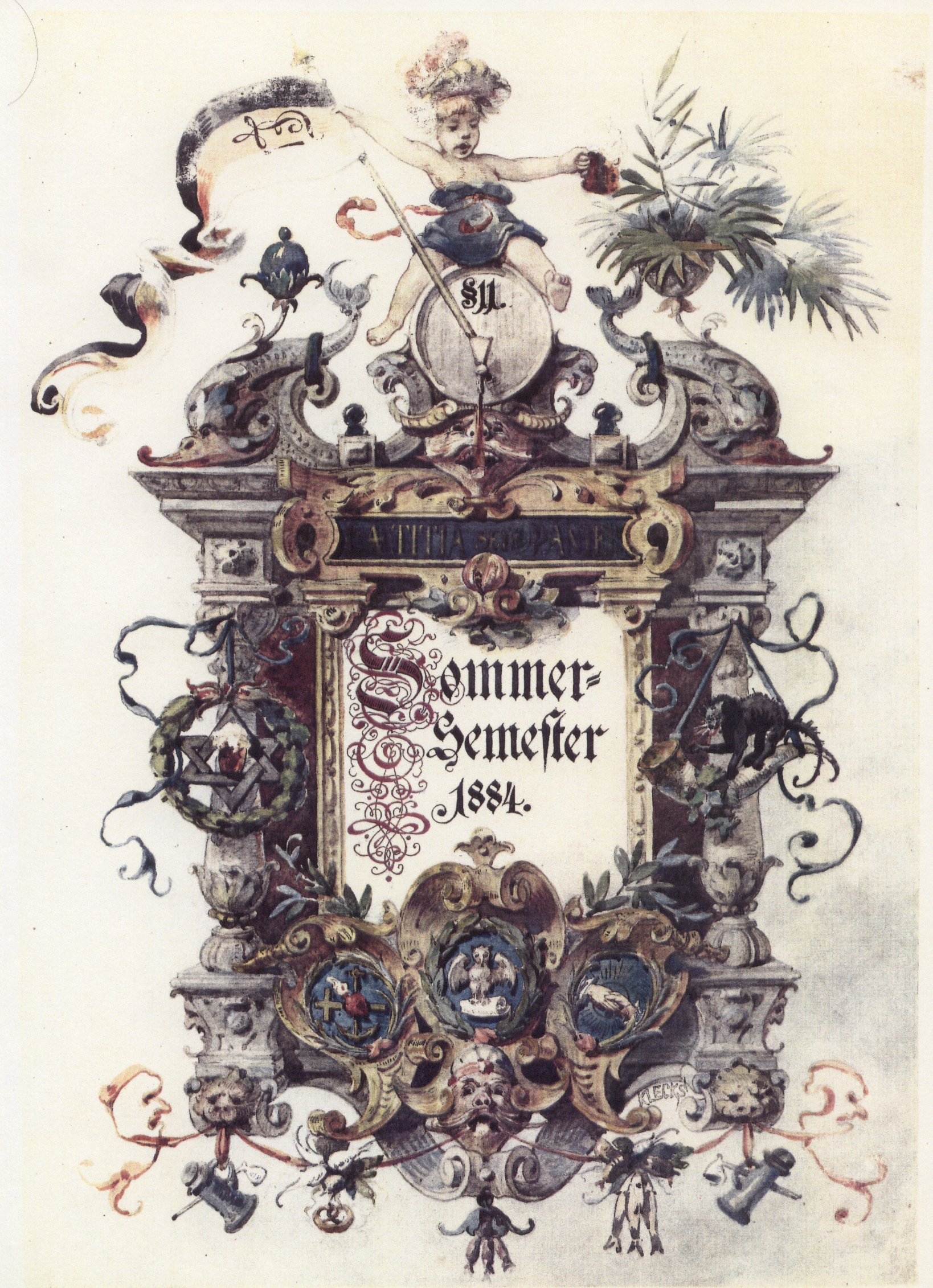
Deckblatt einer Bierzeitung des K.St.V. Laetitia Karlsruhe (1884)

Eine Bierzeitung (oder Kneipzeitung) ist eine aus einem bestimmten Anlass für eine geschlossene Gruppe von Menschen erstellte humoristische bzw. satirische Zeitung. 
Der Begriff entstammt der Studentensprache und bezeichnete ursprünglich eine für eine Kneipe produzierte und während dieser verlesene Festzeitung. Viele Studentenlieder entstanden so im Rahmen einer Bierzeitung. Brauch und Begriff wurden später auch für andere Anlässe, beispielsweise Feste bürgerlicher Vereine oder Schulabschlussfeiern, übernommen.

## Beispiele
Von 1912 bis 1916 gab der Gambrinusbund in Bozen ein eigenes Blatt, die Bierzeitung des Gambrinusbundes Bozen, heraus; es wurde gestaltet von Georg Innerebner.
Wilhelm Busch publizierte während seines Studiums in Antwerpen (im November 1852) in einer Kneipzeitung.